# Mütiilation
Mütiilation is een in 1991 opgerichte blackmetalband uit Frankrijk.

## Biografie

### Eerste jaren
Mütiilation begon aanvankelijk als trio met "Meyhna'ch" (Willy Roussel) als gitarist en zanger, "Mørdrëd" als bassist en Jean-Luc als drummer. In 1992 kwam de eerste demo "Rites Through the Twilight of Hell". Een ondermaats geproduceerde demo, met slechte productiekwaliteit en een duistere, chaotische sfeer. De band vervolgde haar pad en nam de demo "Satanist Styrken" en "Ceremony of the Black Cult" in 1993 op. Rond 1994 groepeerde de band zich samen met Vlad Tepes, Belketre en Torgeist, zei noemden zichzelf Les Légions Noires ook wel bekend onder de Engelse vertaling The Black Legions. De band nam een ep op genaamd "Hail Satanas We Are The Black Legions", die duidelijk de nieuwe richting liet zien. Mütiilation moest een obscuur instrument van de duivel worden. Samen met de andere leden van "Les Legions Noires" zouden zij hun eigen kasteel hebben, waar zij de duivel aanbeden, en satanische rituelen uitvoerden. De druk werd al snel te veel voor Jean-Luc, de drummer van de band, en hij verliet in 1994 de band. Door de andere bandleden uitgemaakt als verrader moest hij een tijd lang onderduiken. Mütiilation vond al snel vervanging in "Krissagrazabeth" en nam gelijk hun doorbrak demo "Black Imperial Blood" op. De band bleef nieuw materiaal opnemen, en zou in 1995 het album "Evil - The Gestalt of Abomination" uitbrengen. Dit album is echter nooit officieel uitgekomen.

### Drugsgebruik
Ondertussen wendde Meyhna'ch zich steeds meer aan de alcohol en de harddrugs. Desalniettemin werd in 1995 het eerste studioalbum uitgebracht "Vampires of Black Imperial Blood" was een album met deels nieuwe nummers, en deels een opnieuw ingespeelde versie van de "Black Imperial Blood" demo. Meyhna'ch' leven als een junkie leidde er echter toe dat de bassist van de band, "Mørdrëd", na de opname van 'VOBIB' de band verliet. Ook de leden uit de "Black Legions" konden zich niet in Meyhna'ch' drugsgebruik vinden, en Mütiilation moest het "Black Legions" kamp in 1996 verlaten. Het bleef stil rondom de band, maar in 1999 kwam het tweede studioalbum "Remains of a Ruined, Dead, Cursed Soul" uit. Het album bevatte geen nieuwe nummers, maar waren allemaal opnieuw ingespeelde nummers van hun voorgaande demo's. De productie was een stuk beter, en het album had een melodischer gevoel. In 2000 zag een nieuwe ep "New False Prophet" het licht, de ep vervolgde het nieuwe pad van Mütiilation met nieuwe, melodische nummers. Een nieuwe demo werd in 2001 uitgebracht "Destroy Your Life For Satan" bevatte nieuwe nummers, in tegenstelling tot hun eerder materiaal viel de agressiviteit van met name het nummer "Destroy Your Life For Satan" op, het was een extreem rauw nummer, dat bijna een thrash gevoel opbracht. De demo was een voorproefje voor het vierde studioalbum, in 2002 bracht de band "Black Millennium (Grimly Reborn)" uit. Een split met de vrij onbekende band Deathspell Omega volgde. De band bracht in 2003 een speciaal voor het 10-jarig bestaan bedoeld album met hoogtepunten uit: 1992-2002 Ten Years of Depressive Destruction. Het album werd op vinyl uitgebracht en bestond uit zowel oude, nieuwe als niet eerder uitgebrachte nummers en op de D-kant een liveopname in Berlijn.

### Tegenwoordig
In 2003 verliet het, naast Meyhna'ch, enig overgebleven bandlid "Krissagrazabeth" de band, en niet veel later ging het gerucht rond dat Meyhna'ch zelfmoord had gepleegd. Niks bleek echter minder waar, want reeds tegen het einde van 2003 bracht de Meyhna'ch het album "Majestas Leprosus" uit, ook dit keer met deels oude nummers. Opvallend was het gebruik van de drumcomputer, aangezien Meyhna'ch nu zelf verantwoordelijk was voor alle instrumenten en zelf niet kon drummen. De rauwe, agressieve sfeer waar Mütiilation bekend om stond was ook grotendeels weg en het album werd dan ook met gemixte gevoelens ontvangen. Mütiilation verdween weer even van het toneel en bracht ten slotte in 2005 het album "Rattenkönig" uit, een experimenteel album met gebruik van samples en keyboards. Tevens leverde hij zijn bijdrage aan de 2005 compilatie "From The Entrails To The Dirt" van "End All Life Records". Zijn bijdrage bestond uit twee nummers, een cover van Sinatra's "My Way" (duidelijk bedoeld om te demonstreren tegen alle kritiek die Meyhna'ch moest incasseren) en wederom een nieuw ingespeeld Mütiilation nummer "Tears Of A Melancholic Vampire".

### Nevenprojecten
Naast Mütiilation speelde Meyhna'ch in enkele andere bands. Tijdens de periode dat hij deel uitmaakte van de "Black Legions" startte hij zijn project "Belathuzur" op, later zou hij dit project omdopen tot "Satanicum Tenebrae". Met zijn vertrek uit de "Black Legions" kwam er een eind aan dit project. In 2000 startte hij zijn project "Malicious Secrets" op, wat dichter bij de stijl van de oude Mütiilation kwam, chaotisch en agressieve black metal. Tevens in 2000 startte hij samen met "Count Noktu" (labelbaas van Drakkar Productions, en ook voormalig lid van de Black Legions) de band Gestapo 666 op. In 2005 moest hij de band weer verlaten. Samen met enkele leden uit de Franse black metal scène startte hij in 2001 het project "Hell Militia" een band die een vorm van black metal met enige deathmetal nuances speelt.

## Bezetting

### Huidige bezetting
- Meyhna'ch - alles

### Ex-leden
- Jean-Luc - drummer (1991-1994)
- Mørdrëd - bassist (1991-1995)
- Krissagrazabeth - drummer (1995-2002)

## Discografie

### Demo's
- 1992 Rites Through the Twilight of Hell
- 1993 Satanist Styrken
- 1993 Ceremony of the Black Cult
- 1994 Black Imperial Blood (Travel)
- 2001 Destroy Your Life For Satan Demo

### Ep's, splits en singles
- 1994 Hail Satanas We Are The Black Legions
- 2000 New False Prophet
- 2002 split 10" met Deathspell Omega
- 2005 split 10" met Malicious Secrets "From The Entrails To The Dirt (Part II)"

### Studioalbums, compilaties en live-albums
- 1995 Vampires of Black Imperial Blood
- 1999 Remains of a Ruined, Dead, Cursed Soul
- 2001 Black Millennium (Grimly Reborn)
- 2003 1992-2002 Ten Years of Depressive Destruction (compilatie)
- 2003 Majestas Leprosus
- 2005 Rattenkönig
- 2007 Sorrow Galaxies